# Cratere Cartan
Cartan è un piccolo cratere lunare da impatto intitolato al matematico francese Élie Joseph Cartan; questa formazione si trova nei pressi del margine orientale dell'emisfero lunare sempre rivolto verso la Terra, appena ad ovest del cratere Apollonio, di dimensioni maggiori. Il bordo è circolare, con un piccolo cratere lungo il margine orientale. Un cratere ancora più piccolo collega il bordo meridionale con il cratere Apollonius H, formando una breve catena di crateri. Il pianoro interno ha un diametro pari a circa la metà del bordo esterno.
'Cartan' era inizialmente designato come 'Apollonius D', per poi assumere l'attuale denominazione per decisione della Unione Astronomica Internazionale.